# Jonn Serrie
Jonn Serrie (...) è un musicista statunitense cresciuto nel Connecticut.

## Stile musicale
Considerato il più compiuto compositore visionario in America, Serrie è autore di una musica spaziale elettronica dai forti richiami new age e ambient, composta tramite l'uso dei sintetizzatori e a volte accompagnata da ritmi. A partire da And the Stars Go With You (1987) ha definito il suo stile che è spaziato dalle sonorità liriche di Flightpath (1989), a quelle mistiche di Tingri (1990) e a quelle più pop di Midsummer Century (1993). Secondo Piero Scaruffi:

## Discografia

### Album solisti
- 1984 – Starmoods
- 1987 – And The Stars Go With You
- 1989 – Flightpath
- 1990 – Tingri
- 1992 – Planetary Chronicles Volume I
- 1993 – Midsummer Century
- 1994 – Planetary Chronicles, Volume II
- 1995 – Ixlandia
- 1997 – Upon A Midnight Clear
- 1998 – Spirit Keepers
- 1998 – Dream Journeys
- 2001 – Lumia Nights
- 2002 – Yuletides
- 2003 – The Stargazer's Journey
- 2004 – Merrily On High
- 2005 – Epiphany - Meditations On Sacred Hymns
- 2005 – Sunday Morning
- 2009 – Thousand Star
- 2014 – Day Star
- 2017 – The Sentinel

### Collaborazioni

#### Con Dr. Jerry Alan Johnson
- 1994 – Tai Chi Meditation, Vol. 1: Life Force Breathing
- 1994 – Tai Chi Meditation, Vol. 2: Eight Direction Perception

#### Con Gary Stroutsos
- 2000 – Hidden World
- 2009 – Hidden World Beyond

#### Con Geodesium e Barry Hayes
- 2015 – Celestial Rhythms: NYC Live '85

### Antologie
- 2002 – Century Seasons: The Space Music Of Jonn Serrie
- 2010 – Christmas Prayers

## Videografia
- 2002 – Star Chronicles